# Западный Монлюсон
За́падный Монлюсо́н (фр. Montluçon-Ouest) — кантон во Франции, находится в регионе Овернь, департамент Алье. Входит в состав округа Монлюсон.
Код INSEE кантона — 0321. Всего в кантон Западный Монлюсон входит 4 коммуны, из них главной коммуной является Монлюсон.

## Коммуны кантона
| Коммуна  | Население, чел. (1999) | Почтовый индекс | Код INSEE |
| -------- | ---------------------- | --------------- | --------- |
| Кенсен   | 1 063                  | 03380           | 03212     |
| Ламе     | 136                    | 03380           | 03136     |
| Монлюсон | 10 518                 | 03100           | 03185     |
| Премилья | 1 995                  | 03410           | 03211     |

## Население
Население кантона на 2006 год составляло 14 155 человек.
| 1962 | 1968 | 1975 | 1982 | 1990   | 1999   | 2006   | 2007 | 2008 |
| ---- | ---- | ---- | ---- | ------ | ------ | ------ | ---- | ---- |
| —    | —    | —    | —    | 14 447 | 13 172 | 14 155 | —    | —    |